# Ruta europea E903
La E-903 forma parte de la Red de Carreteras Europeas, concretamente de las carreteras de clase B. Se trata de un eje secundario que comienza en Badajoz (Badajoz) y finaliza en Alicante, por lo tanto su trazado recorre solamente España. Su longitud es de 672 km, y coincide en su totalidad con los trazados de Autovía de Alicante o A-31, la aún no completada Autovía del Guadiana o A-43 y la Carretera de Extremadura a la Comunidad Valenciana o N-430. Empieza en la BA-20 y sale de Badajoz hasta el enlace 395 de la Autovía del Suroeste o A-5 tomando dirección Madrid. Tras 79 kilómetros llega a la salida 316 de la Autovía del Suroeste o A-5 donde la E-903 pasa a la N-430. Tras 239 kilómetros llega a Ciudad Real donde finaliza la N-430 y comienza la A-43 siguiendo el trazado. Tras 170 kilómetros llega a Atalaya del Cañavate donde finaliza la A-43 y comienza la A-31 siguiendo el trazado de esta última, tras 239 kilómetros y después de atravesar localidades como La Roda, Albacete, Almansa o  Elda-Petrel, finaliza su recorrido en el Puerto de Alicante.